# لوچیانو روی
لوچیانو روی (ایتالیایی: Luciano Rui؛ زادهٔ ۱۲ دسامبر ۱۹۵۸) دوچرخه‌سوار اهل ایتالیا است. وی در مسابقات تور دو فرانس شرکت کرده است.